# Платформа (фільм)
«Платфо́рма» (ісп. El hoyo — «яма»; англ. The Platform) — іспанський науково-фантастичний фільм з елементами жахів і трилера режисера Гальдера Гастелу-Уррутії.
Дія фільму відбувається в багатоповерховій в'язниці. На кожному поверсі перебуває двоє ув'язнених. Через центр вежі проходить прямокутна шахта, з якої раз у день спускається платформа з їжею. Нагорі платформа завалена купою їжі, але поки вона спускається, для в'язнів на нижніх поверхах лишають недоїдки або нічого. Мешканці нижніх поверхів помирають від голоду, скоюють самогубства або стають канібалами, поки їхні сусіди вище бенкетують. Але щомісяця в'язні міняються місцями й ніхто не знає, чи вистачить йому їжі до кінця терміну. Новий ув'язнений Горенг опиняється там і намагається переконати в'язнів зберегти людяність, щоб ділити їжу порівну.
У фільмі знялися Іван Массаге, Антонія Сан Хуан, Соріон Егілеор, Еміліо Буале Кока й Олександра Масангкай.
Прем'єра фільму відбулася у вересні 2019 року на міжнародному кінофестивалі у Торонто, на якому він переміг у секції Midnight Madness («Опівнічне безумство») за підсумками голосування глядачів. У тому ж місяці права на показ фільму придбала стримінгова платформа Netflix.

## Сюжет
Чоловік Горенг прокидається в бетонній камері на 48-му поверсі. Його співкамерник Трімагасі пояснює, що вони перебувають в експериментальній в'язниці, побудованій у вигляді вежі з шахтою по центру, через яку щодня проходить платформа з їжею. Впродовж доби вона спускається, ненадовго затримуючись на поверхах, а потім швидко злітає вгору. Невідомо, скільки в цій вежі поверхів, але точно понад сто: 1-й найвищий, а що нижче, то нумерація зростає. Ув'язненим нижніх ярусів в'язниці дістається та їжа, що залишилася після трапези людей з вищих рівнів. На кожному рівні є тільки одна камера з двома ув'язненими, причому в кінці місяця ув'язнені, якщо виживають, переміщуються на інший рівень під випадковим номером. Перед прибуттям до в'язниці ув'язнені можуть взяти з собою один предмет на свій вибір. Горенг вибрав книгу «Дон Кіхот», а його співкамерник Трімагасі — самозагострюваний ніж.
За місяць герої знайомляться і стають друзями, відкриваючи один одному подробиці про своє життя. Виявляється, Горенг вирушив сюди з доброї волі для отримання певного сертифіката, в той час, як Трімагасі відправили сюди за порушення правопорядку і вчинення ненавмисного вбивства. Під час свого ув'язнення він опинявся на поверхах різної висоти, через що Горенг підозрює, що Трімагасі вбив і з'їв свого сусіда.
Одного разу зверху падає вбитий чоловік, а через кілька днів на платформі з їжею спускається закривавлена жінка, яку звати Міхару. Трімагасі пояснює, що вона шукає свою дитину на нижніх рівнях. Щомісяця Міхару спускається вниз, перед цим вбиваючи сусіда зі своєї камери — можливо ним і був убитий чоловік. Трімагасі зізнається, що його колишній співкамерник був звільнений за законом, і саме тому Трімагасі вистачило їжі.
Минає ще місяць, Горенга з Трімагасі присипляють газом і переміщують на низький 171-й рівень. Горенг отямлюється зв'язаним, Трімагасі пояснює, що впродовж місяця відрізатиме від нього шматки м'яса, щоб харчуватися ними, бо на платформі їм не лишиться їжі. Через тиждень Трімагасі береться за ніж, але на допомогу Горенг приходить Міхару і Трімагасі гине. Горенг залишається один з трупом співкамерника, яким йому доводиться харчуватись. Трімагасі починає ввижатися йому та дорікати, що вони тепер однакові.
Коли минає ще місяць, Горенг отямлюється на 33-му поверсі з жінкою Імогірі. Як дозволений предмет вона взяла з собою собаку. Вона розповідає, що була співробітницею дослідницького центру, який створив цю в'язницю. Імогірі смертельно хвора на рак, вона добровільно обрала ув'язнення з Горенгом, бо тільки він узяв з собою книгу. Також вона розповідає, що всього тут 200 поверхів, і якби люди грамотно розподіляли їжу, її вистачало б усім. Імогірі вирішує розділити свою порцію їжі з собакою, та намагається переконати людей внизу ділити їжу рівномірно. На її думку, саме цього прагнуть досягнути творці в'язниці. Але її ігнорують чи висміюють, аж поки Горенг погрожує випорожнитися на їжу, якщо вони не прислухаються. Тим часом на рівні 0 кухарі накладають на платформу їжу. З-поміж неї є улюблена їжа кожного в'язня, в тому числі равлики — улюблена страва Горінга.
Одного дня Міхару спускається на поверх з Горінгом та Імогірі. Вона вбиває собаку і з'їдає її. Горенг намагається пояснити Імогірі, що Міхару робить це заради дитини, але Імогірі стверджує, що у вежі немає нікого молодше шістнадцяти років і що у Міхару не було дитини. Через місяць героїв переміщують, Горенг прокидається на 202-му поверсі, хоча Імогірі казала про найнижчий 200-й. Сама Імогірі вчиняє самогубство і ввижається Горінгу, як і Трімагасі. В мареннях і харчуючись трупом, Горенг проводить місяць.
Наступного місяця Горенга переміщують на 6-й поверх. Його напарником стає Бахарат, який узяв з собою мотузку, щоб вибратися з в'язниці. Через конфлікт з сусідами вище Бахарат ледь не падає в шахту і втрачає мотузку. Горенг пропонує озброїтися і силоміць примусити людей їсти саме стільки, щоб їжі вистачало всім. За його підрахунками, виходячи з часу руху платформи, у в'язниці 250 поверхів. Горенг з Бухартом роблять собі кийки з меблів і спускаються на платформі нижче.
Деякі ув'язнені незгідні з ними, вважаючи, що за колишній голод тепер справедливо можуть бенкетувати. Горенг і Бахарат згодом стикаються з учителем Бахарата, який докоряє їм, що вони топчуть їжу і не мають свого символу, як належить борцям за рівність. Ті обирають символом панакоту, бо якщо ув'язнені проявлять людяність, цей десерт зможе лишитися на платформі, коли вона повернеться на нульовий поверх. Тим самим вона стане свідченням, що в'язні виправилися, почавши цінувати інших людей. Герої намагаються донести цю думку людям, але що нижче спускаються, то жорстокіших в'язнів зустрічають.
На одному з поверхів вони бачать лише трупи й там платформа не зупиняється. Герої розуміють, що поверхів може бути ще більше, ніж передбачалося. На іншому поверсі вони стикаються з озброєними людьми, котрі вбивають Міхару, смертельно ранять Бахарата і самого Горенга.
Герої спускаються на 333-й поверх і там під ліжком знаходять дитину Міхару — п'ятирічну дівчинку. Вони вирішують віддати їй панакоту, яку захищали всю дорогу. Бахарат помирає, Горенг залишає його на 333-му рівні та разом з дівчинкою спускається все нижче. В його галюцинаціях Трімагасі забирає Горенга з платформи, а сама платформа злітає зі сплячою дитиною.

## В ролях
| Актор                | Роль              |
| -------------------- | ----------------- |
| Іван Массаге         | Горенг            |
| Соріон Егілеор       | Трімагасі         |
| Антоніа Сан Хуан     | Імогірі           |
| Еміліо Буале Кока    | Бахарат           |
| Александра Масангкай | Міхару            |
| Ерік Гооде           | Брамбанг          |
| Маріо Пардо          | приятель Бахарата |

## Відгуки
Фільм отримав переважно позитивні відгуки в пресі. На ресурсі Rotten Tomatoes фільм має рейтинг 84 % на основі 62 відгуків критиків. Консенсус критиків сформульований так: «Часом здається сумбурною, але „Платформа“ є винахідливим і захопливим антиутопічним трилером».

## Продовження
11 травня 2023 року Netflix оголосив про початок зйомок продовження фільму «Платформа». Головні ролі у другій частині виконують Мілена Сміт і Овік Кеучкерян.
18 квітня 2024 року Netflix опублікував перші офіційні кадри продовження та синопсис сюжету: «Перший погляд на „Платформу 2“. Таємничій особі вдалося встановити на „Платформі“ нові порядки. Але чи дійсно можливо забезпечити справедливість у пеклі? Та хто її забезпечуватиме?».